# Majaki (Kraj Zabajkalski)
Majaki (ros. Маяки) – wieś w Rosji, w Kraju Zabajkalskim, w rejonie karymskim. W 2010 liczyła 285 mieszkańców.